# Crusaders of Might and Magic
Crusaders of Might and Magic es un videojuego en tercera persona de acción, desarrollado y distribuido por la ya extinta empresa 3DO, lanzado en diciembre de 1999 para Windows, y en marzo de 2001 para PlayStation.

## Argumento
Empiezas en Stronghold como Drake, un prisionero de la Legión de los Caídos, luego de haberte encontrado con dos guerreros esqueletos, coges su equipo hasta encontrarte con Ursan, el capitán de la guardia, donde te indicará la ruta para empezar la aventura, rumbo a la Ciudadela para hablar con Celestia (la líder de los cruzados), pasando por Cador Sul y escapando de los guerreros esqueléticos, o simplemente matándolos y seguir.
El objetivo es acabar con el líder de la legión de los Caídos, obteniendo varios objetos imprescindibles para lograrlo, pasando por lugares inhóspitos, luchando con monstruos, elementales, ogros, esqueletos, cogiendo nuevas armas, escudos, pociones y libros de magia. Habrá varios personajes que te ayudarán a progresar en el juego, dándote pistas de donde poder conseguir los objetos.

## Lugares del juego
- Stronghold
- Cador Sul
- Ciudadela
- Catacumbas
- Duskwood (Bosque de los ogros y de los dashers)
- Corantha
- Glaciares
- Ciudad Glacial
- Stronghold del Este
- Necros' Juggernaut (Reino de Necros, el líder de la legión de los caídos)